# زكي خيري
زكي خيري هو أحد كبار قيادي الحزب الشيوعي العراقي ومفكريه الكبار. كتب مذكراته عن رحلته مع الحزب الشيوعي العراقي. وقد لجأ إلى السويد في سنواته الأخيرة.